# I Should Coco
I Should Coco är debutalbumet av den brittiska musikgruppen Supergrass, lanserat 1995 på skivbolaget Parlophone. Albumet kom att toppa den brittiska albumlistan, och dess framgångsrikaste singel blev "Alright" som nådde andraplatsen på singellistan. Låtarna "Lenny" och "Mansize Rooster" blev även dem framgångsrika singlar. Albumets titel har sagts vara cockneyslang för "i should think so".
Albumet var en av titlarna i boken 1001 album du måste höra innan du dör.

## Låtlista
(alla låtar skrivna av Supergrass)
1. "I'd Like to Know" - 4:02
2. "Caught by the Fuzz" - 2:16
3. "Mansize Rooster" - 2:34
4. "Alright" - 3:01
5. "Lose It" - 2:37
6. "Lenny" - 2:42
7. "Strange Ones" - 4:19
8. "Sitting Up Straight" - 2:20
9. "She's So Loose" - 2:59
10. "We're Not Supposed To" - 2:03
11. "Time" - 3:10
12. "Sofa (of My Lethargy)" - 6:18
13. "Time to Go" - 1:56

## Listplaceringar
- UK Albums Chart, Storbritannien: #1[3]
- Finland: #32[4]
- Topplistan, Sverige: #36[5]